# Liste russischer Jagdflieger im Ersten Weltkrieg
In der Liste russischer Jagdflieger im Ersten Weltkrieg sind Jagdpiloten der Kaiserlichen Kriegsluftflotte Russlands (Императорский военно-воздушный флотъ) im von 1914 bis 1918 dauernden Ersten Weltkrieg aufgeführt, die mehr als 5 Abschüsse erzielt hatten.

## Übersicht
| Name                                             | Luftsiege bestätigt (unbestätigt) | Bemerkungen                                              |
| ------------------------------------------------ | --------------------------------- | -------------------------------------------------------- |
| Stabshauptmann Alexander Alexandrowitsch Kasakow | 17 (32)                           | Führer 19. Staffel, ein weiterer Luftsieg im Bürgerkrieg |
| Leutnant V. G. Fjodorow                          | 15                                | davon 14 Luftsiege in Frankreich                         |
| Hauptmann Paul V. d’Argueff                      | 15                                | davon 6 in Russland, 9 in Frankreich                     |
| Leutnant Alexander Prokofjew de Severskij        | 4 (13)                            | Seeflieger (Ostsee), Staffelführer                       |
| Leutnant Iwan Wassiljewitsch Smirnow             | 9 (12)                            | 1917 nach England geflüchtet                             |
| Leutnant Michail I. Safonow                      | 5 (11)                            | Marineflieger in der Ostsee                              |
| Fähnrich Eduard M. Thomson                       | 5 (11)                            | Litauer                                                  |
| Hauptmann Boris Sergjewskij                      | 1 (11)                            | Führer der 2. Jagdstaffel                                |
| Stabshauptmann Jewgraf Nikolajewitsch Kruten     | 7                                 |                                                          |
| Fähnrich Basilow Iwan Jantschenko                | 6 (16?)                           | 7. Kampfstaffel, 1917                                    |
| Fähnrich Grigori E. Suk                          | 6 (7-10)                          | 9. Kampfstaffel, Nov. 1917 abgestürzt                    |
| Fähnrich Iwan A. Orlow                           | 6                                 |                                                          |
| Fähnrich O. J. Teter                             | 6                                 | Litauer; gefallen Sommer 1917                            |
| Unterleutnant L. Coudouret                       | 5                                 | Franzose, zur russischen Fliegertruppe abkommandiert     |
| Fähnrich Ernst K. Laman                          | 5                                 | Litauer                                                  |
| Unterleutnant Eduard M. Pulpe                    | 5                                 | Litauer; davon 4 Luftsiege in Frankreich                 |
| Fähnrich Alexander M. Pischwanow                 | 5                                 |                                                          |
| Fähnrich J. M. Mahlapuu                          | 5                                 | Este                                                     |
| Fähnrich A. P. Pankratow                         | 5                                 |                                                          |
| Unterleutnant M. Lachmann                        | 5                                 | Alliierter, zur russischen Fliegertruppe abkommandiert   |
| Fähnrich Nikolaj K. Kokorin                      | 5                                 |                                                          |
| I. M. Bagrownikow                                | 5                                 |                                                          |